# Hubert Dürrstein
Hubert Dürrstein (* 26. Juli 1955 in Würzburg
) ist ein deutscher Forstwissenschaftler. Von 2003 bis 2007 war er Rektor der Universität für Bodenkultur Wien (BOKU).

## Leben
Hubert Dürrstein studierte ab 1976 Forstwissenschaft an der Ludwig-Maximilians-Universität München, das Studium schloss er 1980 mit Diplom ab. Anschließend war er als wissenschaftlicher Assistent am Lehrstuhl für Forstliche Arbeitswissenschaft und Verfahrenstechnik an der Universität München tätig, wo er 1987 mit einer Dissertation über die EDV-gestützte Projektierung im Forstwegebau zum Dr. rer. silv. promovierte. 1982 bis 1986 war er parallel dazu Hörer an der Fernuniversität Hagen der Fachrichtung Wirtschaftswissenschaft.
Ab 1989 war er als Berater für Forstwesen in der Schweiz tätig. 1999 wurde er als Ordinarius für Forstliches Ingenieurwesen und Waldarbeit an die BOKU Wien berufen. 2000 übernahm er die Funktion als Vorsitzender des Fachsenats Wald- und Holzwissenschaft, von 2001 bis 2003 war er Vizerektor für Ressourcen. 2003 folgte er Leopold März als Rektor der Universität für Bodenkultur Wien nach, 2007 wurde er von Ingela Bruner in dieser Funktion abgelöst und er kehrte auf den Lehrstuhl für Forsttechnik zurück.
Von 2005 bis 2015 fungierte er als Vorsitzender des Wirtschaftsrats des Bundesforschungs- und Ausbildungszentrum für Wald, Naturgefahren und Landschaft (BFW). 2009 bis Ende 2015 war er als Geschäftsführer der Österreichischen Austauschdienst-Gesellschaft (OeAD-GmbH) tätig. Anschließend war er interimistisch bestellter Direktor für Administration und Finanzen an der Österreichischen Akademie der Wissenschaften (ÖAW). Mit 1. Juli 2016 kehrte er an die BOKU zurück, von 1. September 2016 bis 31. Jänner 2018 war er Bevollmächtigter des Rektorats mit Schwerpunkt Personal- und Beteiligungsmanagement.

## Auszeichnungen (Auswahl)
- 2011:  Goldenes Komturkreuz des Ehrenzeichens für Verdienste um das Bundesland Niederösterreich[6]
- 2015: Großes Silbernes Ehrenzeichen für Verdienste um die Republik Österreich[7]
- Ehrendoktorat der Universität für Landwirtschaft und Veterinärmedizin in Cluj-Napoca (Klausenburg)[1]

## Publikationen (Auswahl)
- 1987: Die EDV-gestützte Projektierung im Forstwegebau: Informationsbasis, Programmstruktur und Anwendung, München 1987, Dissertation
- 2011: 50 Jahre Bildungsmobilität: eine kleine Geschichte der OeAD, gemeinsam mit Michael Dippelreiter, StudienVerlag, Innsbruck/Wien/Bozen 2011, ISBN 978-3-7065-5128-1
- 2012: Forschung für nachhaltige Entwicklung: Wissenschaftler/innen und Jugendliche ziehen Bilanz. Eine Initiative des BMWF anlässlich des Jubiläumsjahres Rio+20, gemeinsam mit Petra Siegele, Karlheinz Töchterle und Clemens Mader, StudienVerlag, Innsbruck 2012, ISBN 978-3-7065-5712-2